# Mesobiotus simulans
Espèce
Synonymes
- Macrobiotus simulans Pilato, Binda, Napolitano & Moncada, 2000

Mesobiotus simulans est une espèce de tardigrades de la famille des Macrobiotidae.

## Distribution
Cette espèce est endémique d'Italie.

## Publication originale
- Pilato, Binda, Napolitano & Moncada, 2000 : The specific value of Macrobiotus coronatus De Barros, 1942, and description of two new species of the harmsworthi group. Bollettino del Accademia Gioenia di Scienze Naturali, vol. 33, p. 103–120.